# Jean Joseph Marie Amiot
Jean Joseph Marie Amiot (Toulon, 1718. február 8. – Peking, 1793. október 8.) jezsuita szerzetes, csillagász, történész, zenetudós, zeneszerző, a francia kínai misszió tagja. (Kínai neve pinjin átírásban: Qián Démíng; magyar népszerű: Csien Tö-ming; hagyományos kínai: 錢德明; egyszerűsített kínai: 钱德明.)

## Élete és munkássága

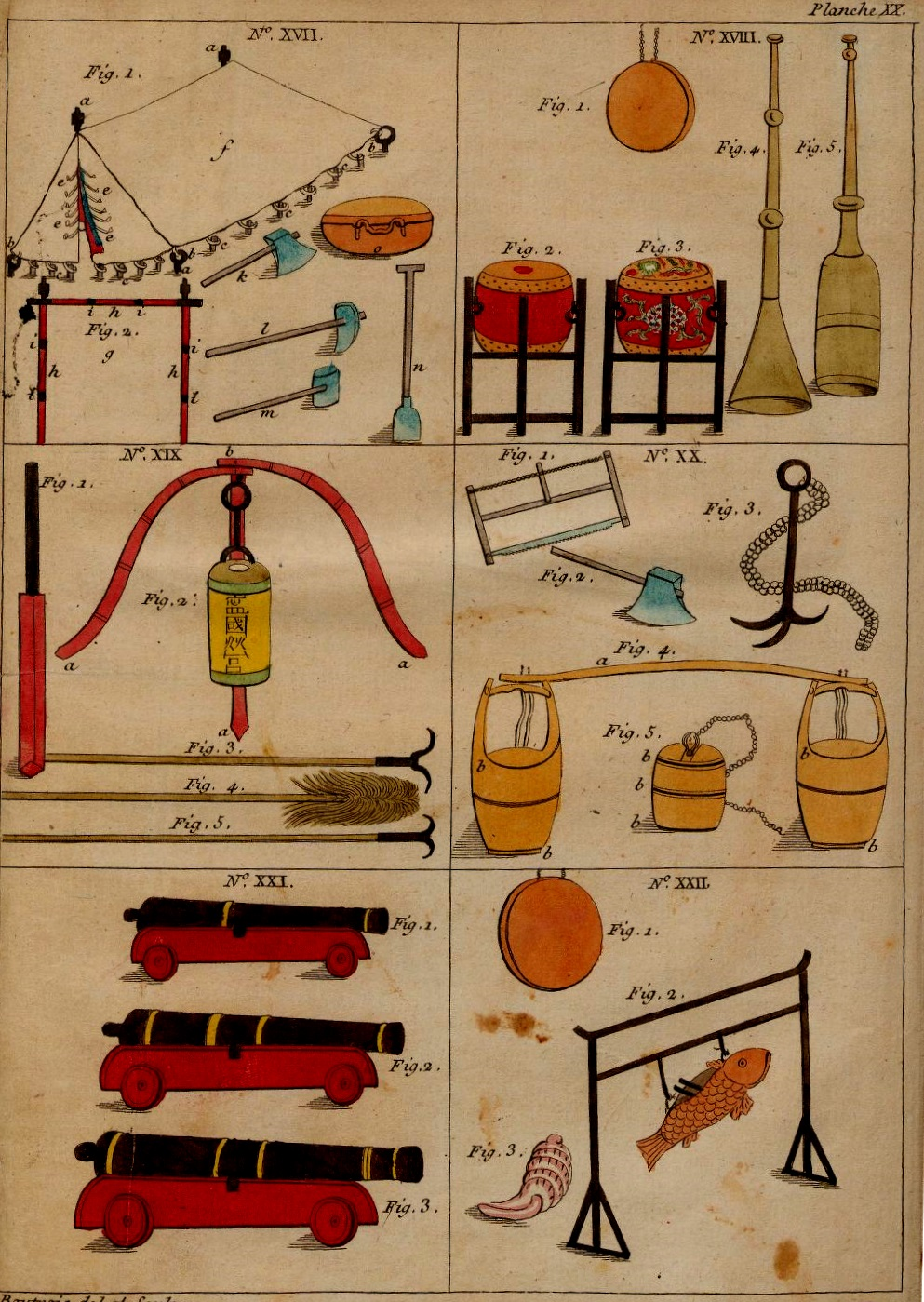
Amiot Art militaire des Chinois, ou, Recueil d'anciens traités sur la guerre: composés avant l'ere chrétienne, par différents généraux chinois címen megjelent, a kínai hadtudományos irodalom klasszikusaiból válogatott művének egyik illusztrált oldala (1772)

Jean Joseph Marie Amiot 1737-ben Avignonban csatlakozott novíciusként a Jézus Társasága rendbe. Tíz éven át tanított a jezsuita kollégiumokban, majd 1746. december 21-én felszentelték Lyonban. 1750. július 27-én érkezett Makaóba, hogy a francia jezsuita misszió tagjaként hittérítő tevékenységet folytasson Kínában. 1751. augusztus 22-én a fővárosba, Pekingbe érkezett. Itt élt és dolgozott egészen az 1793-ban bekövetkezett haláláig.
Amiot megtanult és kiválóan tudott kínaiul, valamint a Csing (Qing) uralkodóház nyelvén, mandzsuul is. Csien-lung (Qianlong) császár (1711–1799) hivatalos fordítója lett. Nevéhez fűződik egy mandzsu nyelvtan és szótár összeállítása. Szenvedélyesen kutatta, tanulmányozta a kínai szokásokat, a kínai nyelvet, annak dialektusait, a történelmet és a zenét.
Amiot tekintélyes hagyatéka a monográfiákból, fordításokból és szótárakból álló munkái, tudományos levelezései valamint értekezései a kínai zenéről. Amiot fordította le  először nyugati nyelvre a 17. századi századi kínai zeneesztétikai művet, a Ku-jüe csing-csuan (Guyue jingzhuan) (《古樂經傳》). A kínai zenével kapcsolatos főműve a „Mémoire sur la musique des Chinois”. Több fontos kézirata kiadatlan maradt, köztük egy tanulmányt a kortárs kínai zenei gyakorlatról, valamint egy jegyzetet, amelyben ötvennégy kínai dallamot jegyzett le. Zenetörténeti, zene esztétikai munkáira gyakran hivatkoztak a 19. században, és kellő körültekintéssel még ma is páratlan forrásnak tekinthető a 18. századi kínai műzene és népzene kutatói számára.
Zeneszerzői munkássága sem elhanyagolható, amely a nem európai barokk és rokokó zene szempontjából jelentős. Amiot egyházi zenéje szövegét és gondolatiságát tekintve európai jellegű, de dallamvilága, harmonizációja és hangszerelése egyedülálló módon a kínai zenétől inspirált (Ave Maria, Pater, Salve Regina). Éppen ezért Amiot az orientális barokk-rokokó zene egyik legjelentősebb képviselője.
Munkásságának másik, sokat emlegetett jelentős része Szun-ce A háború művészete címen ismert ókori katonai kézikönyv francia nyelvre (Art militaire des Chinois d'après L'Art de la guerre de Sun Tzu) történő átültetése 1772-ben, amely a mű legelső nyugati nyelvű fordítása.

## Munkái
- Éloge de la ville de Moukden, 1770
- Art militaire des Chinois d'après L'Art de la guerre de Sun Tzu, 1772
- Mémoires concernant l’histoire, les sciences, les arts, les mœurs et les usages des Chinois. Párizs, 1776–1789
- Mémoire de la Musique des Chinois tant anciens que modernes. 1776
- Divertissements ou concerts de musique chinoise, en deux fois trois cahiers, accompagnés d’un cahier de musique sacrée
- Vie de Confucius
- Dictionnaire tatar–mandchou–français (2 kötet), Párizs, 1789
- Grammaire de la langue tatare-mantchoue

## Fordítás
- Ez a szócikk részben vagy egészben  a   Jean Joseph Marie Amiot című angol Wikipédia-szócikk ezen változatának fordításán alapul.  Az eredeti cikk szerkesztőit annak laptörténete sorolja fel. Ez a jelzés csupán a megfogalmazás eredetét és a szerzői jogokat jelzi, nem szolgál a cikkben szereplő információk forrásmegjelöléseként.
- Ez a szócikk részben vagy egészben  a   Jean Joseph Marie Amiot című francia Wikipédia-szócikk ezen változatának fordításán alapul.  Az eredeti cikk szerkesztőit annak laptörténete sorolja fel. Ez a jelzés csupán a megfogalmazás eredetét és a szerzői jogokat jelzi, nem szolgál a cikkben szereplő információk forrásmegjelöléseként.